# Гаршин, Всеволод Михайлович
Все́волод Миха́йлович Га́ршин (2 (14) февраля 1855, имение Приятная Долина, Бахмутский уезд, Екатеринославская губерния — 24 марта (5 апреля) 1888, Санкт-Петербург) — русский писатель, поэт, художественный критик.

## Биография
Гаршины — старинный дворянский род, по преданию, обрусевших татар, происходящих от мурзы Горши (или Гарши), выходца из Золотой Орды при Иване III. Детство провёл в военной среде: отец, Михаил Егорович Гаршин (1817—1870), был офицером. Он окончил 1-ю Московскую гимназию и два года проучился на юридическом факультете Московского университета, но «увлёкся военной службой» (его собственные слова) и поступил в Кирасирскую дивизию. Мать Гаршина, Екатерина Степановна (урожд. Акимова; 1828—1897), старшая дочь отставного морского офицера, «типичная шестидесятница», интересовавшаяся литературой и политикой, свободно владевшая немецким и французским языками, оказала огромное влияние на сына. Воспитателем Гаршина был П. В. Завадский, деятель революционного движения 1860-х. К нему впоследствии уйдет мать Гаршина и будет сопровождать его в ссылку. Эта семейная драма отразилась на здоровье и мироощущении Гаршина. Уже ребёнком Гаршин был крайне нервным и впечатлительным, чему способствовало слишком раннее умственное развитие. Впоследствии он страдал приступами нервного расстройства.

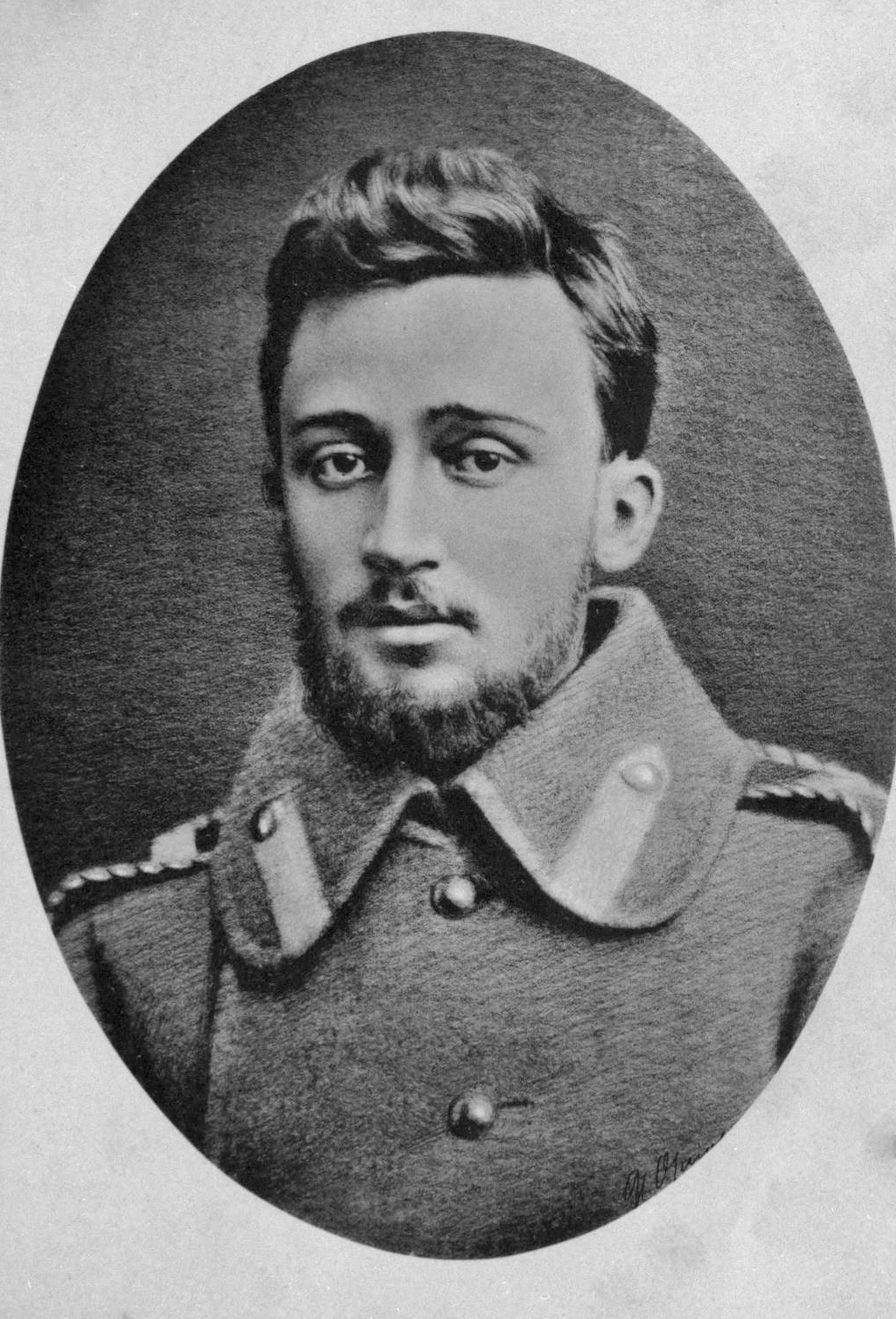
В. М. Гаршин. 1877 г.

В 1864 году, когда Гаршину исполнилось девять лет, мать забрала его к себе в Петербург и отдала учиться в Санкт-Петербургскую 7-ю гимназию. В 1868 году она была преобразована в реальную гимназию, а в 1872 году — в Санкт-Петербургское первое реальное училище. В 1874 году он был выпущен из реального гимназического класса училища и поступил в Санкт-Петербургский горный институт, который не окончил. Занятия прервала война с Османской империей: он поступил вольноопределяющимся в действующую армию (в Болховский 138-й пехотный полк), участвовал в боевых действиях, получил ранение в ногу. В ходе войны был произведён из унтер-офицеров в прапорщики «За отличие в делах» и вышел в отставку. Придерживаясь антивоенных позиций, Гаршин пошёл на войну как «кающийся дворянин»: он считал, что раз народ вынужден страдать на войне, то и он обязан.
Гаршин дебютировал в 1877 году рассказом «Четыре дня», сразу принёсшим ему всероссийскую известность. Рассказ уже при жизни писателя был переведён на иностранные языки.

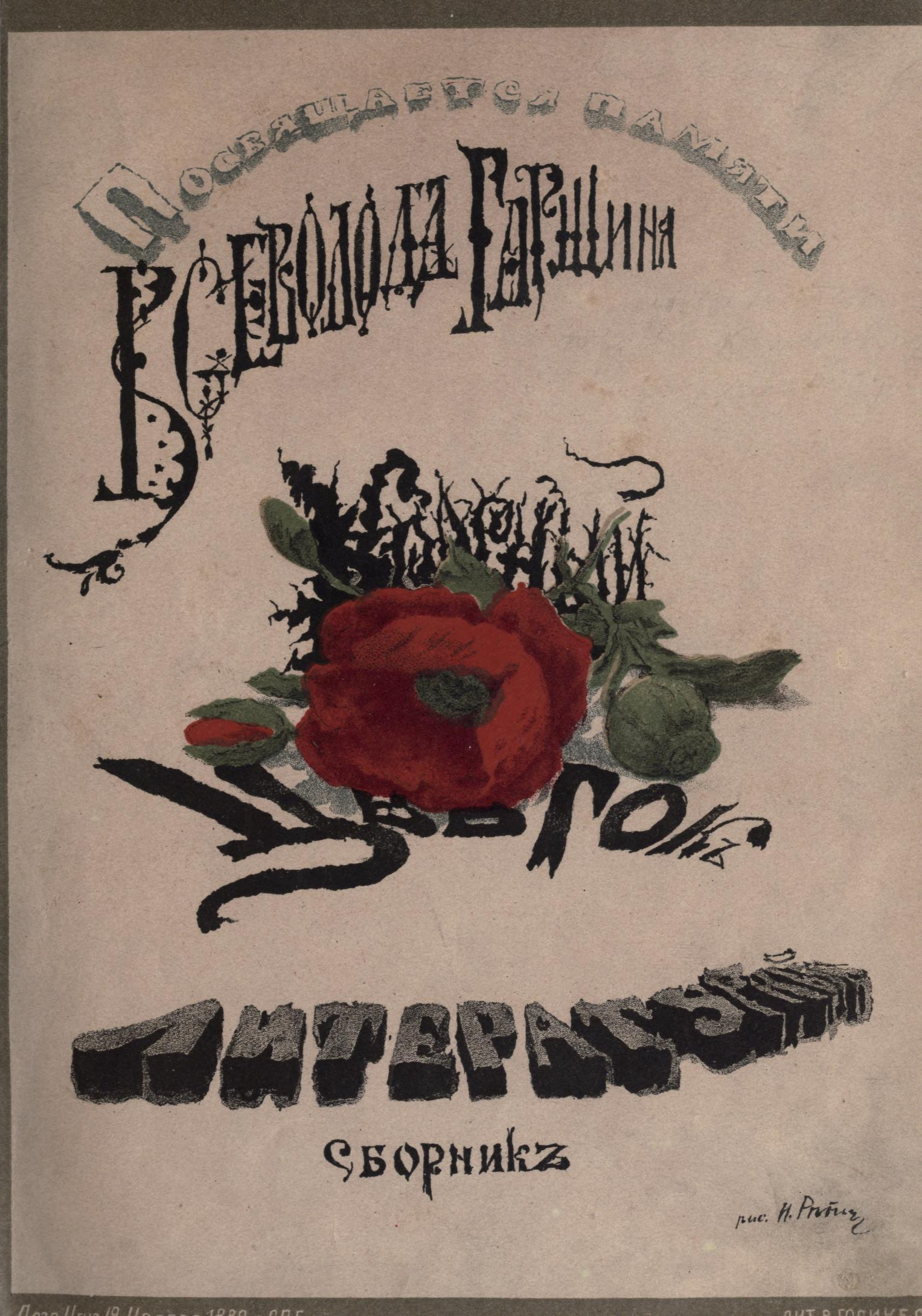
Сборник воспоминаний и статей о Гаршине «Красный цветок» с обложкой Репина

С 1884 года у Гаршина появились признаки психического заболевания, которые повторялись каждой весной, мешая ему работать и отравляя его существование. С каждым годом эти припадки становились всё длительнее, начинаясь раньше весной и кончаясь позже осенью; но в последний раз, в 1887 году, болезнь проявилась только поздно летом. Ранней весной 1888 года писатель, наконец, почувствовал себя немного лучше и по настоянию врачей и по просьбе близких друзей решил поехать на Кавказ. Но он не уехал, а совершил самоубийство: 19 марта 1888 года Гаршин после долгой бессонной ночи вышел из своей квартиры в Поварском переулке в Санкт-Петербурге и бросился в лестничный пролёт. Через несколько дней, 24 марта, от полученных травм он скончался. Писатель похоронен на Литераторских мостках. Смерть Гаршина вызвала резонанс в обществе. Были опубликованы сразу два сборника, чтобы почтить память Всеволода Михайловича и создать фонд для сооружения памятника. Первый «Красный цветок» был издан по инициативе К. С. Бранцевича и сотрудников газеты «Новости», второй «Памяти В. М. Гаршина» был подготовлен А. Н. Плещеевым и редакцией журнала «Северный вестник». В нём А. П. Чехов опубликовал свой рассказ «Припадок», посвящённый памяти погибшего писателя.

## Творчество
Сущность личности Гаршина в том, что ему был дан «гений» жалости и сострадания, такой же сильный, как у Достоевского, но без «ницшеанских», «подпольных» и «карамазовских» ингредиентов великого писателя. Дух жалости и сострадания пронизывает всё его творчество, количественно небольшое: около тридцати рассказов, вошедших в один том. <…> Нельзя сказать, что Гаршин великий писатель. Его манера слишком связана с годами упадка литературы. Техника недостаточна; даже в «Красном цветке» читателя сердят встречающиеся несоразмерности. Но со всем тем стиль его — чистый, сдержанный и искренний.— Дмитрий Святополк-Мирский

…в его маленьких рассказах и сказках, иногда в несколько страничек, положительно исчерпано всё содержание нашей жизни, в условиях которой пришлось жить и Гаршину, и всем его читателям. Говоря — «всё содержание жизни нашей», я не употребляю здесь какой-нибудь пышной и необдуманной фразы, — нет, именно всё, что давала наиболее важного его уму и сердцу наша жизнь (наша — не значит только русская, а жизнь людей нашего времени вообще), всё до последней черты пережито, перечувствовано им самым жгучим чувством и именно потому-то и могло быть высказано только в двух, да ещё таких маленьких, книжках.— Глеб Успенский
Гаршин узаконил в литературе особую художественную форму — новеллу, которая получила полное развитие впоследствии у Антона Чехова. В эпоху упадка русской литературы Гаршину удалось открыть новые возможности малого жанра: «Строгую объективность повествования он соединил с лирической взволнованностью и чётко сформулированной авторской точкой зрения. В субъективных лирических переживаниях открыл социальную основу. Реализм описаний сочетался у него с романтическим преображением жизни, конкретные образы — с аллегорическими и символическими обобщениями, бытовые зарисовки — с философским осмыслением действительности». Сам Гаршин искал новые пути в искусстве и резко высказывался о современной ему литературе: «Бог с ним, с этим реализмом, натурализмом, протоколизмом и прочим. Это теперь в расцвете или, вернее, в зрелости, и плод внутри уже начинает гнить. Я ни в каком случае не хочу дожевывать жвачку последних пятидесяти-сорока лет, и пусть лучше разобью себе лоб в попытках создать себе что-нибудь новое, чем идти в хвосте школы, которая из всех школ, по моему мнению, имела меньше всего вероятия утвердиться на долгие годы. Ибо она-то и представляет чистое „искусство для искусства“ не в философском смысле этого слова, а в скверном. Для неё нет ни правды (в смысле справедливости), ни добра, ни красоты, для неё есть только интересное и неинтересное, „заковыристое и незаковыристое“».
В 1877 году, после возвращения с Русско-турецкой войны, Гаршин написал свой первый рассказ «Четыре дня», который сразу принёс ему известность. В нём война с предельным натурализмом описана как бессмысленное преступление. Теме войны посвящены и следующие рассказы Гаршина: «Денщик и офицер», «Аяслярское дело», «Из воспоминаний рядового Иванова» и «Трус»; герой последнего мучится в тяжёлой рефлексии и колебаниях между стремлением «принести себя в жертву за народ» и страхом перед ненужной и бессмысленной смертью. Основное в предвещающем Чехова «Денщике и офицере» — атмосфера унылой тоски и бессмысленной скуки. Гаршин написал также ряд очерков, где социальное зло и несправедливость уже обличены в мирной жизни.

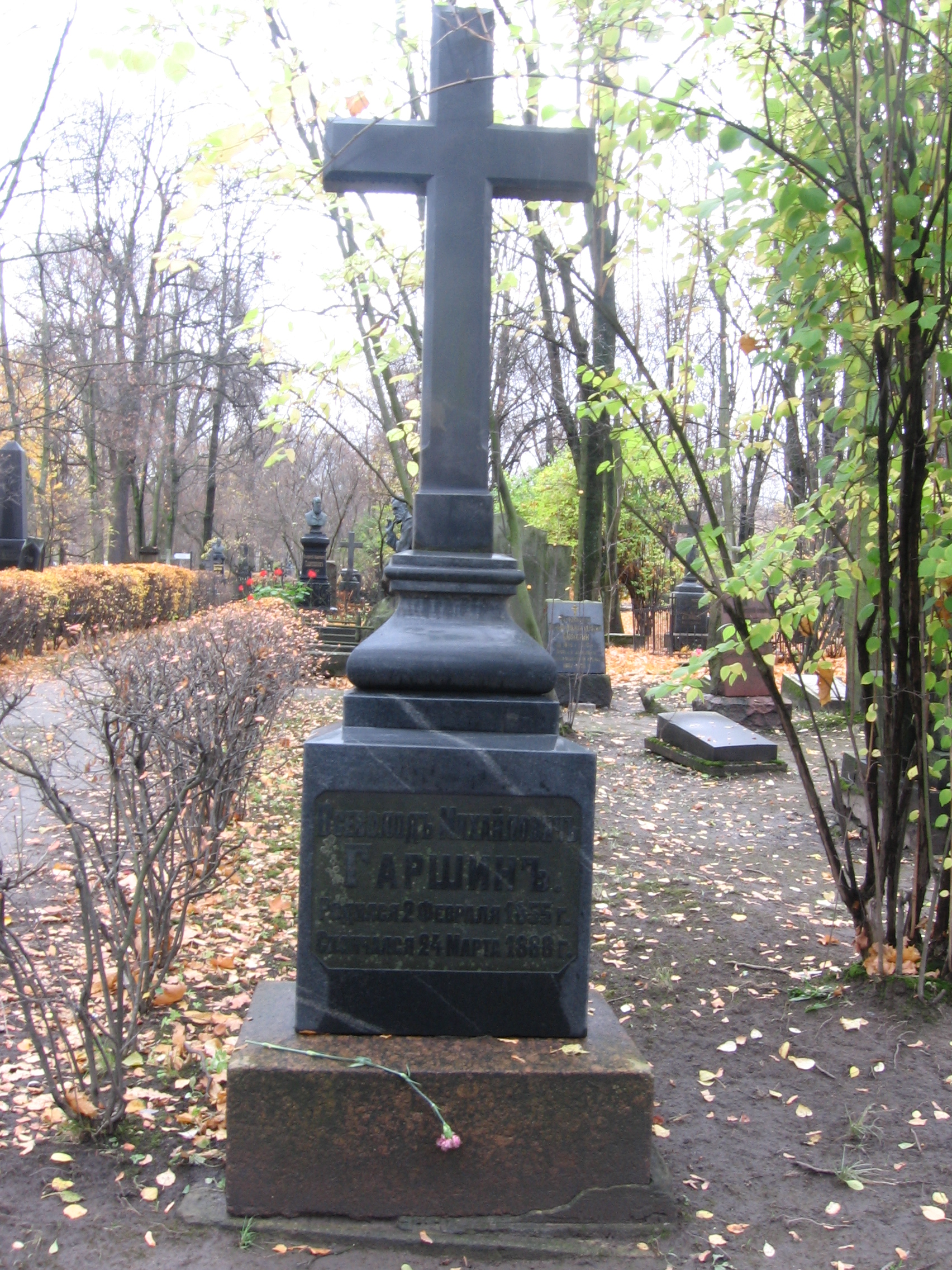
Надгробие В. М. Гаршина на Литераторских мостках

В 1883 году появился один из наиболее значительных и наиболее известных рассказов Гаршина рассказов — «Красный цветок». Герой его, психически больной, борется с мировым злом, которое, как ему кажется, воплотилось в красном цветке в саду психиатрической больницы: необходимо сорвать его — и будет уничтожено всё зло мира. Рассказ признан одним из самых тонких в русской литературе образцов интроспекции, проникновения в глубину психики.
В рассказе «Художники» Гаршин ставит вопрос о роли искусства в обществе, противопоставляя искусство с «реальными сюжетами» «искусству для искусства». Художник Дедов, пытаясь уйти от ужасов и противоречий жизни, идёт в чистое искусство, в то время как его антипод Рябинин сперва пишет картину, чтобы «убить покой общества», а затем и вовсе бросает творчество.
В сказке-аллегории «Attalea princeps» о пальме, рвущейся к солнцу сквозь крышу оранжереи и погибающей под холодным небом, Гаршин показывает, что руководствуясь практическими доводами и фактами, заключённые растения приходят к пассивному отношению к жизни и ни к чему не движутся, в то время как стремящаяся к одному идеалу свободы пальма в итоге разбивает крышу оранжереи. Но если такое стремление и приносит результаты, то далеко не те, которые ожидались: достигнутая свобода не приносит радости. Гаршин написал ещё ряд сказок и рассказов для детей: «То, чего не было», «Лягушка-путешественница», где та же гаршинская тема о зле и несправедливости исполненa грустного юмора; «Сказание о гордом Аггее» (пересказ легенды об Аггее), «Сигнал» и другие. В этих произведениях он идёт по указанному Львом Толстым пути создания «народных» рассказов.
В 1885 году появляется единственное крупное произведение писателя — повесть «Надежда Николаевна».

## Семья
- Двое старших братьев писателя, Виктор Михайлович (ок. 1853—1873) и Георгий Михайлович (1849—1895), юрист, также окончили жизнь самоубийством, застрелившись[16].
- Единоутробный младший брат, Евгений Михайлович Гаршин (1860—1931) — педагог, литератор, критик, общественный деятель, издатель. Его дочь, Наталья Гаршина-Энгельгардт, искусствовед и археолог, также совершила суицид.
- Жена (1883) — Надежда Михайловна Золотилова, земский врач. На её сестре, Вере Михайловне Золотиловой, был женат Евгений Михайлович Гаршин[17].

## Переводы
- Уйда. Две сказки / Уйда; в пер. Всеволода Михайловича Гаршина. — 2-е изд. — Санкт-Петербург: тип. А. С. Суворина, 1890. — 139 с.
- Мериме П. Хроника царствования Карла IX: [роман]; Коломба: [повесть] / Проспер Мериме; пер. с фр. Н. Любимова, В. Гаршина. — Волгоград: Нижне-Волжское кн. изд-во, 1981. — 269 с.

## Экранизации
- Сигнал (немой фильм, 1918 год, не сохранился)
- Лягушка-путешественница (мультфильм, 1965)
- Лягушка-путешественница (мультфильм, 1996)

## Память

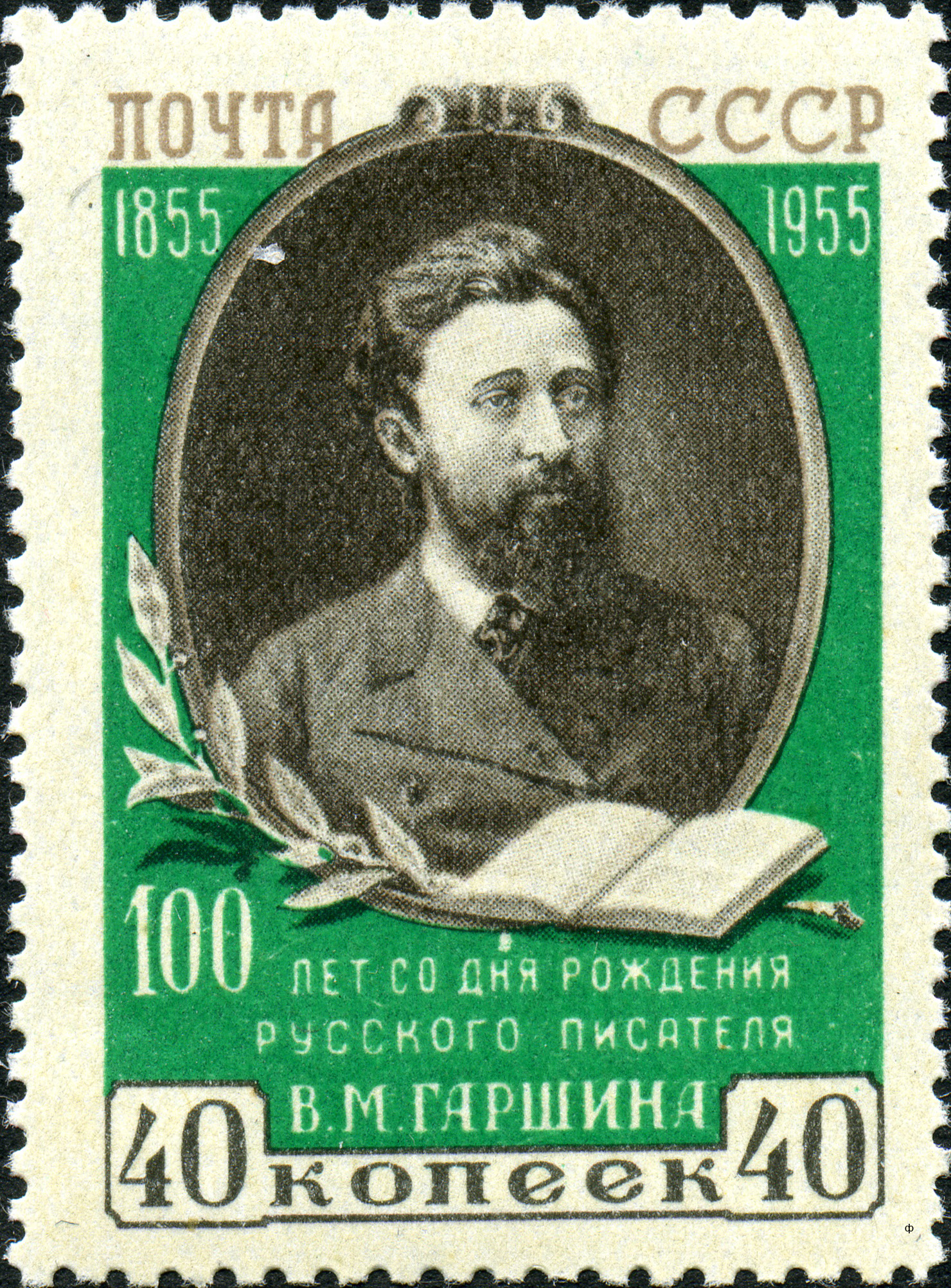
Почтовая марка СССР, 1955 год

- В честь Всеволода Гаршина выбрал себе имя при крещении Всеволод Эмильевич Мейерхольд (имя при рождении Карл Теодор Казимир Мейергольд) в 1895 году[18].
- В марте 1955 года к столетию со дня рождения В. М. Гаршина была выпущена марка 100 лет со дня рождения русского писателя В. М. Гаршина (художник — А. Завьялов)[19].
- В начале XX века в Харькове школе № 3 было присвоено имя В. М. Гаршина, есть также улица его имени[20].

### Адреса в Санкт-Петербурге
- 1883—1885 — 9-я Рождественская ул., 22[21]
- 1886 — Невский просп., 84, кв. 52
- 1888 — Поварской переулок, 5[22]

## Образ в искусстве

### В литературе
- Полонский Я. П. «Памяти В. М. Гаршина»

### В живописи
После знакомства с И. Е. Репиным в 1882 году Гаршин послужил моделью для нескольких работ художника:
- «В. М. Гаршин» (1883. Холст, масло, 48 × 40 см. Государственная Третьяковская галерея) — погрудный портрет, этюд для головы царевича в картине «Иван Грозный и сын его Иван»[23].
- «Всеволод Михайлович Гаршин» (август 1884 года. Холст, масло, 89 × 69 см. Метрополитен-музей) — поясной портрет за письменным столом[24][25].
- «Иван Грозный и сын его Иван 16 ноября 1581 года» (1883—1885. Холст, масло, 199,5 × 254 см. Государственная Третьяковская галерея) — моделями для головы царевича стали Гаршин и в небольшой степени художник Владимир Менк[24].
- «Не ждали» (1884—1888. Холст, масло, 160,5 × 167,5 см. Государственная Третьяковская галерея) — образ главного героя картины[26][27].
- Иллюстрация для «Народных картинок» издательства «Посредник» — изображение Христа, вписанное Репиным в картину французского художника Вильяма Бугро «Бичевание Христа» для издания её репродукции в России[28][29].
- «Гаршин в гробу» (1888. Карандашный набросок. ГЛМ и ПД).
- «Иван Грозный и его сын Иван» (1909. Холст, масло; 71,5 × 125 см. Воронежский музей им. И. Н. Крамского) — авторское повторение полотна из Третьяковской галереи по заказу банкира С. П. Рябушинского[30].

### В кино
- «Герои Шипки» (1954) — в небольшом эпизоде в начале фильма студент В. Гаршин эмоционально выступает на митинге в Санкт-Петербурге с горячим призывом о поддержке балканских народов после подавления турками-османами Апрельского восстания в Болгарии. Исполнитель маленькой эпизодической роли В. Гаршина в титрах фильма не указан.